# Draconian
Draconian — це музичний гурт у стилі дум-метал, створений у 1994 році у Сеффле, Швеція. До складу гурту входять Андерс Якобссон (вокал, тексти), Хайке Ланґганс (жіночий вокал), Йохан Еріксон (гітара, тексти), Джеррі Торстенсон (ударні, перкусія), Даніель Арвідссон (гітара), Фредрік Юганссон (бас-гітара), та Андреас Карлссон (клавішні, програмування).

## Біографія

### Рання історія
Гурт Draconian був сформований у 1994 році у Сефле, Швеція. У травні 1994, перкусист та вокаліст Йохан Еріксон, басист та вокаліст Джеспер Стольпе, а також гітарист Енді Хінденеас організували гурт під назвою Kerberos, який початково грав мелодійний дез-метал із нахилом до блек-металу. Через сім місяців поет-пісняр та соліст Андерс Якобссон приєднався до гурту, і його назва була змінена на Draconian.
Їхній перший демоальбом Shades of a Lost Moon був записаний у 1995 році. Альбом записувався за участі флейтистки та вокалістки Джесіки Ерікссон, клавішниці та вокалістки Сюзанни Арвідссон, а також за спеціальної участі Андреаса Хаага у вступній частині треку «My Nemesis». Демо вийшло у лютому 1996-го, однак жодного контракту для звукозапису укладено не було. На початку 1997 року гурт продовжив творчість, записавши другий демоальбом під назвою In Glorious Victory. Проте Draconian залишилися незадоволеними якістю звукозапису і скасували реліз.
Протягом наступних місяців, двоє учасників гурту Draconian повинні були відбути свою військову повинність, що сповільнило розвиток гурту. Попри це, вони певною мірою продовжували свої репетиції. Сюзанна Арвідссон покинула гурт із особистих причин, і на її місце у 2001 році прийшла Ліза Юганссон.
Як у 1998, так і у 1999, гурт провів декілька концертів. Отримавши позитивний відгук, вони вирішили ще раз спробувати щастя у студії звукозапису. У серпні 1999, Draconian записали альбом The Closed Eyes of Paradise, головною темою пісень якого були Люцифер та його грішні янголи. Сюзанна Арвідссон взяла участь в цьому релізі, як гостьовий вокал. В травні-червні 2000 року, Андреас Карлссон, Андерс Якобссон та Йохан Еріксон опрацьовували записаний матеріал, вдосконалюючи компонування інструментів та коригуючи звукові ефекти. Зрештою, демоальбом вийшов на тлі подальших змін у складі гурту — Енді Хінденеас покинув його і був замінений Йоханом Еріксоном, який переключився на гітару; ударні дісталися Джеррі Торстенсону.

### Праця у студії та дебютний альбом
Dark Oceans We Cry було записано у 2002, вперше з участю Лізи Юганссон з її вокальними талантами. Міні-альбом (EP) зробили доступним для завантаження через інтернет, а також видали на компакт-дисках. Попри нещодавні зміни в складі гурту, демоальбом отримав безліч позитивних відгуків, і гурт отримав змогу підписати довгоочікуваний контракт на звукозапис із лейблом Napalm Records.
Гурт записав свій дебютний альбом Where Lovers Mourn у Studio Mega, під невтомним наглядом Кріса Сільвера (колишній учасник Sundown та Cemetary) у липні 2003.
І вже через два роки, під керівництвом Пелле Саетера, Draconian перетнули поріг студії звукозапису Studio Underground у Вестерасі, щоб записати альбом Arcane Rain Fell у 2005.

### Пізніші релізи
У 2006 році гурт розпочав працю над своїм третім релізом. Однак, зважаючи на безліч прохань від фанів, Draconian вирішили спершу видати бонусний альбом, який мав включати ремейки старих пісень із демоальбому The Closed Eyes of Paradise. The Burning Halo, як його було названо, також вмістив три нові треки та два кавери. Завалений численними проблемами, які вигулькували на етапах створення, альбом значно затримався, але врешті таки був завершений — у червні — та виданий у вересні 2006.
У вересні 2007, Draconian розпочали запис четвертого альбому — Turning Season Within — на студії Fascination Street Studios в Еребру, із продюсуванням від Єнса Богрена та Девіда Кастільйо (Opeth, Katatonia). Альбом було видано у лютому 2008.
В жовтні 2010, на офіційному сайті гурту було оголошено про початок запису нового альбому, і стверджувалось, що очікувати його виходу можна на весну 2011. Альбом був завершений 1 квітня 2011, що й підтвердило офіційне повідомлення Й. Еріксона на форумі. Альбом, як було повідомлено, матиме стиль, ближчий до стилю старих альбомів гурту, а при записі деяких треків використано скрипку. У грудні гурт оголосив про участь у фестивалі Metal Female Voices Fest IX, що відбувся у жовтні 2011.
24 червня, 2011 року Draconian випустили новий альбом A Rose for the Apocalypse. Наступного дня, 25 червня, також вийшов відеокліп до цього альбому на пісню «The Last Hour of Ancient Sunlight.»
15 листопада 2011 року Ліза Юганссон покинула гурт з особистих причин, основною з яких було бажання проводити більше часу з сім'єю, вдома.
19 вересня, 2012 року гурт оголосив ім'я нової вокалістки — Хайке Ланґганс (Lor3l3i, Inferium, The Great Sleep).

### 2015—2016:Sovran
30 жовтня 2015 року на лейблі Napalm Records вийшов шостий студійний альбом гурту Sovran. Зведенням та мастерингом альбому займався Йенс Богрен, з яким вони працювали раніше на студії Fascination Street Studios. Sovran — перший альбом Draconian, записаний із Хайке Ланґганс, яка також написала частину текстів пісень.

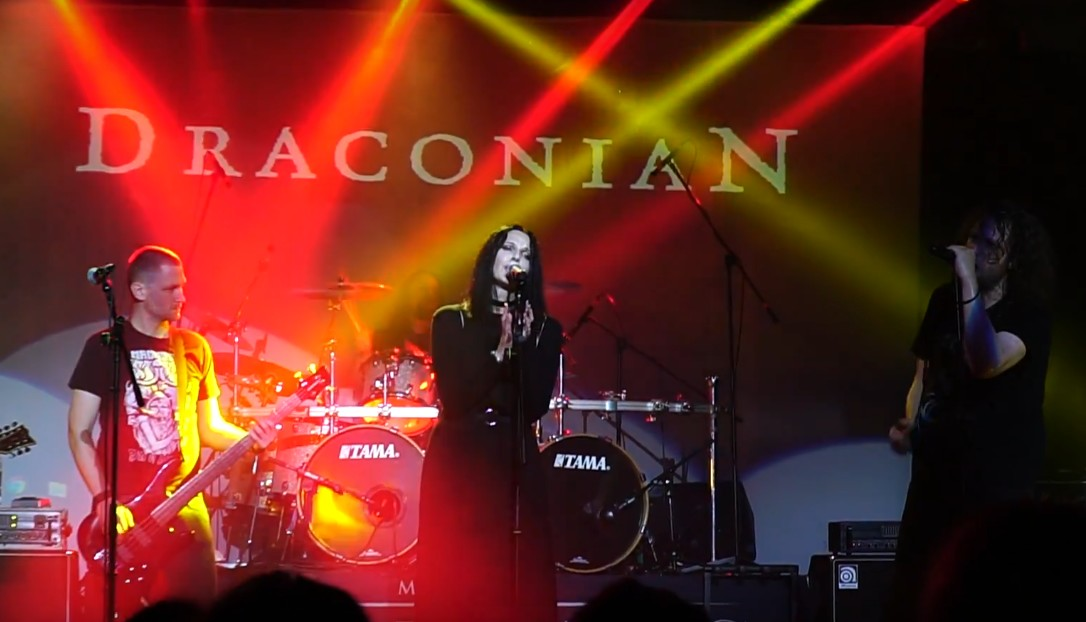
Draconian на Metal Gates 2018

10 лютого 2016 року гурт оголосив на своїй сторінці у Facebook, що басист Фредрік Юганссон залишає гурт, щоб проводити більше часу зі своєю сім'єю і через неможливість гастролювати з гуртом. На живих концертах його замінив Даніель Ангхеде, який виконав чистий вокал у пісні «Rivers Between Us» з альбому Sovran, також він виступив як запрошений басист на наступному альбомі.

### 2020— дотепер:Under a Godless Veil
30 жовтня 2020 року Draconian випустили сьомий студійний альбом Under a Godless Veil.
26 квітня 2022 року Draconian оголосили, що Ніклас Норд приєднався до гурту на ритм-гітарі, а давній ритм-гітарист Даніель Арвідссон перейшов на бас-гітару.
3 травня 2022 року Draconian оголосили, що вокалістка Хайке Ланґганс покине гурт, щоб зосередитися на власних проєктах, і що колишня вокалістка Ліза Юганссон знову приєднається до гурту. Вони відіграли спеціальний прощальний сет з обома вокалістами на Hellfest 2022.

## Склад гурту

### Теперішні учасники
- Йохан Еріксон — бек-вокал, соло-гітара (1994 — дотепер)
- Ліза Юганссон — вокал (2001—2011,2022 — дотепер)
- Андерс Якобссон — вокал (1995 — дотепер)
- Джеррі Торстенсон — ударні, перкусія (2000 — дотепер)
- Даніель Арвідссон — ритм-гітара (2005 — дотепер)
- Фредрік Юганссон — баси (2006 — дотепер)

### Колишні учасники
- Хайке Ланґганс — вокал (2012—2020)
- Енді Хінденеас — гітара (1994—2000)
- Джеспер Стольпе — баси (1994—2002, 2004—2006)
- Сюзанна Арвідссон — вокал, клавішні (1995—1997)
- Магнус Бергстрьом — гітара (1995—2005)
- Томас Джегер — баси (2002—2004)
- Андреас Карлссон — клавішні, програмування (1997—2008)

### Запрошені учасники
- Джесіка Ерікссон — флейта, вокал у Shades of a Lost Moon
- Андреас Хааг — клавішні у Shades of a Lost Moon
- Олоф Ґьотлін — скрипка у Where Lovers Mourn
- Пол Кур — вокал у Turning Season Within

## Дискографія
Студійні альбоми
- Where Lovers Mourn (2003)
- Arcane Rain Fell (2005)
- Turning Season Within (2008)
- A Rose for the Apocalypse (2011)
- Sovran (2015)
- Under a Godless Veil (2020)

Музичні збірки
- The Burning Halo (2006)

Сингли
- No Greater Sorrow (Завантаження з інтернету, 2008)

Демо-альбоми
- Shades of a Lost Moon (1995)
- In Glorious Victory (1997)
- The Closed Eyes of Paradise (1999)
- Frozen Features (2000)
- Dark Oceans We Cry (2002)